# Jim Clemes
Jim Clemes (Ciutat de Luxemburg, 1957) és un arquitecte luxemburguès que va fundar la seva pròpia empresa d'arquitectura i disseny a Esch-sur-Alzette el 1984. Ell i la seva companyia han dissenyat diversos edificis moderns de Luxemburg i també s'han implicat dins iniciatives de planificació urbanística de la ciutat.

## Biografia
Nascut el 29 de juliol de 1957 a Ciutat de Luxemburg, Clemes va assistir al Liceu de nois d'Esch-sur-Alzette. Es va graduar en disseny mediambiental a la Universitat de Miami i en arquitectura al École Spéciale d'Architecture de París. Abans de fundar la seva empresa pròpia el 1984, va treballar pels Servei de Monuments Nacionals de Luxemburg. El seu taller dona feina a 55 arquitectes, enginyers, tècnics i personal de suport.

## Obres destacades
Entre els seus treballs destacats es troben:
- El Banc General de Luxemburg, al bulevard Reial, Ciutat de Luxemburg;[4]
- Centre de conférences provisoire (centre de conferències provisional) al Foire Internationale de Luxemburg que va guanyar el Prix luxembourgeois d'arquitectura el 2004.[5]
- El Centre Hospitalier Emile Mayrisch, Esch-sur-Alzette.[6]
- L'estació de trens de Belval.[7]
- Melia Hotel, Luxemburg.[8]
- Kinneksbond Mamer.[9]

Clemes també es va associar amb el disseny del parc d'aigua futurista Les Thermes a Bertrange, Luxemburg, i és implicat en un projecte de planificació urbanístic a Differdange.